# トン・ニーノ
トン・ニーノ（トンニーノ、本名：山崎 徹（やまさき とおる）、1979年3月2日 - ）は、日本の男性歌手、作詞家、作曲家。豚骨ピストンズ、T-Pistonz+KMC及びpugcat'sのボーカル。作詞・作曲時の名義は山崎徹。身長170cm、足のサイズ26.5cm。福岡県福岡市出身。

## 来歴
2人兄弟の兄として生まれる。弟はT-Pistonz+KMCのヒロシ・ドット。
4歳からヤマハ音楽教室でオルガンを習う。
小学1年〜6年の1学期まで福岡市立草ヶ江小学校。小学6年の2学期より福岡市立長尾小学校。
中学はレコード会社の先輩であるKANと同じ福岡市立友泉中学校に通う。
小学生時代は本格的なソフトボールのチームに入っていた一方、自然にアコースティックギターを弾くようになり、バンド名を作り家中に自作の歌詞をばら撒いたりするような子供時代を送る。
中学生時代『ザ・トランクス』というバンドを組む。
九州産業大学時代に下宿していた寮で出会った友人とパンクフォークユニット『ハヤトオル』を結成。
しだいに本格的なパンクバンド結成を意識し始め、めんたいビートパンクバンド『THE UP↑DOWN QUIZ』を結成。
このバンドで上京しようと思い立つが、仲間が留年したり就職活動を始めたりしたため解散し断念する。
その後、高校時代の友人と『グッチドン』と言う博多弁漫才コンビを結成し、ボケを担当。お笑い芸人を目指して上京し、大森駅周辺でストリート漫才を行っていた。
しかし東京では博多弁が通じず、ネタで笑わせていたのではなく博多弁を笑われていたことに気付く。相方からの「標準語で漫才をやろう」という提案にショックを受け、自身もボケる前に必ず赤面してしまうという漫才師にとって致命的な状況となる。
ある日、赤面していると聴衆から「頑張って!」とボケることを応援され、その一言で解散を決意する。
東京での漫才時代、当初は漫才に集中するためギターを実家に置き音楽を封印していたが次第に曲作りを始め、福岡に帰省する度、音源をヒロシ・ドットに託しハモリやベースを入れてもらっていた。
ヒロシ・ドットの才能に気付き「トオルとヒロシ。」というユニット名でヒロシ・ドットの許可無くレコード会社に音源を送り2社からの返答を得た。
兄弟でオーディションを受けるが「2人がバンドでやってるライブが観てみたい」と言われ落とされた。
またヒロシ・ドットが福岡へ帰った時に『Sexyとおる子チャン』名義でソロで受けたオーディションで氏神一番と出会い、「お前、友達の中でも絶対浮いてるだろう?でもそれでいいんだぞ! 他と違うことをやろうとしてる奴は、他と違う奴でいいんだ! 他の平凡な奴からなんか言われたって、笑われたって、お前はずっとお前の好きにお前のままでいろ! お前はそれが一番似合ってる!」と言われる。この言葉がのちの自分の核を作ってくれたことは間違いないと本人は語っている。
2004年5月17日、京浜東北線の車内で突然失神して、頭を強く打ち気絶。東京駅から救急車で運ばれ、額を6針縫う大ケガをした。それ以前にも駅のホームや銭湯で失神しており、福岡大学病院に2週間の検査入院をし、「神経調節性失神」であると診断された。同時に約3年間生活していた東京から博多に戻ることとなった。
この事実を本人がブログで告白したのは「あの時、病気になって博多に帰ってなければ、その後の自分がいなかった。この病気に感謝してるからだ。」という主旨の事を述べている。
奇跡的に命を取り留めた褒美として叶えてもらった願いが、当時ヒロシ・ドットが組んでいたバンド『THE SEXY PISTONS』への加入だった。入院中の病室からビデオレターによる加入願いを出したりもしていた。実はヒロシ・ドットがベースを弾きながらボーカルとして歌うことは無理と訴えていたため、利害関係が一致してボーカルとして加入。地元福岡で活動開始する。
2005年、ライブやインディーズ盤のリリースを精力的に行う中、福岡の居酒屋で「東京でライブをやらないか」と誘われたのを、東京でデビューできるものと勘違いし、単身で再度上京。後から仕事を辞め上京した他メンバーに事実を告げられない状況が1年程続いた。
2006年10月2日6時9分（JST）（豚骨ロックの日）にバンド名を『豚骨ピストンズ』に改名。2007年3月21日にシングル『よかろうもん』でメジャーデビュー。
2008年、同郷のレベルファイブ社長・日野晃博に『よかろうもん』を気に入られ、ニンテンドーDSゲーム・イナズマイレブンのオープニングテーマを担当するため『豚骨ピストンズ』を母体とした8人組パフォーマンスユニット『T-Pistonz』を結成。その後、自身が出演していたNHK福岡放送局制作の『トンコツTV』のゲストであったラッパー・KMCを誘い、2009年よりユニット名は『T-Pistonz+KMC』となる。
以降リードボーカルとして、またテレビやラジオの司会としても活躍中である。
2016年7月27日に、久々のイナズマイレブンシリーズとなる『イナズマイレブン アレスの天秤』の主題歌を担当することを本人のTwitter等で発表。本作に関してはシンガーソングライターの岡本幸太との新ユニット『pugcat's』としての参加となる。

## 名前の由来
もともと幼稚園児の頃より母親から本名のとおるにお兄ちゃんという意味のにいを足し、「とんにい」と呼ばれていた。
また自身の口癖で語尾に「〜しーの」とよく言っていたので、「とんにい」と「〜しーの」を足して「トン・ニーノ」となった。

## ディスコグラフィー

### シングル・アルバム

#### pugcat's名義
1. てっぺんへダッシュ!（2018年6月20日発売）
2. イナズマ爆OPソングス（2018年12月12日発売）
  - 新曲である「舞台はデッカイほうがいい!」以外はT-Pistonz+KMC時代の曲のセルフカバーとなる。
3. 地球をキック!（2019年4月24日発売）

### 楽曲提供
1. イナズマオールスターズ「またね…のキセツ」（2010年2月16日発売）
  - 作詞・作曲 - 山崎徹＆KMC / 編曲 - 鈴木俊介
  - TVアニメ『イナズマイレブン』EDテーマ
2. 円堂守（CV：竹内順子）「だから絶対大丈夫」（2012年1月25日発売）
  - 作詞 - こだまさおり / 作曲 - 山崎徹 / 編曲 - 菊谷知樹
  - 『イナズマイレブン GO キャラクターソング オリジナルアルバム』
3. 円堂守（CV：竹内順子）・染岡竜吾（CV：加瀬康之）「あの樹の下に集まろう！」（2012年1月25日発売）
  - 作詞・作曲 - 山崎徹 / 編曲 - 菊谷知樹
  - 『イナズマイレブン GO キャラクターソング オリジナルアルバム』
4. プリンセスK「楽しまナイト!」（2012年3月7日発売）
  - 作詞・作曲 - 山崎徹＆山崎弘
  - ニンテンドー3DSソフト『ガールズRPG シンデレライフ』テーマ曲『シンデレライフ』カップリング曲
5. イナズマオールスターズ  『イナズマオールスターズ×TPK』キャラクターソングアルバム「マジで感謝！」 （2012年11月28日発売）
  - 2. さよなら過去の俺 - 作詞・作曲：山崎徹
  - 6. とどけっ！友情のエール - 作詞・作曲：山崎徹
  - 7. 炎のプライド - 作詞・作曲：山崎徹
  - 8. 好きだからっ！ - 作詞・作曲：山崎徹
  - 11. マジで感謝！from イナズマオールスターズ - 作詞：山崎徹＆山崎弘＆KMC／作曲：山崎徹＆山崎弘
6. イナズマイレブンGOオールスターズ 僕たちの城/青春おでん（2013年2月6日発売）
  - 1. 僕たちの城 - 作詞：山崎徹 / 作曲：TPK
7. イナズマオールスターズ  『イナズマオールスターズ×TPK コラボキャラクターソングアルバム「感動共有!」（2013年8月14日発売）
  - 2. いい風が吹いてキター！ - 作詞・作曲：山崎徹
  - 5. グレート魂 - 作詞・作曲：山崎徹
  - 6. 友情の化身 - 作詞・作曲：山崎徹
  - 8. となりにいるよっ - 作詞・作曲：山崎徹
  - 11. 感動共有！ from イナズマオールスターズ - 作詞・作曲：TPK

## 主な出演

### ラジオ
- InterFM『FIVE STARS』月曜日担当（2007年10月〜2008年6月）
- InterFM『FIVE STARS』金曜日担当（2008年7月〜2011年9月）
- NHK福岡放送局『トンコツRADIO』（2008年〜2011年3月）
- FM-FUJI『T-Pistonz+KMCのTPKing!!』（2011年10月〜2012年9月）（HP）

### テレビ
- NHK福岡放送局 「トン☆スタ」司会（2011年4月〜2012年3月）

### 雑誌
- コロコロコミック イナズマイレブンFC「トン・ニーノ＆KMCの青春のお悩み相談室」（2011年〜）
- コロコロコミック 「T-Pistonz+KMCのTPK!（ともに“ピンチ”をけっとばせ）」（2012年11月号〜）